# Guillermo Mac Millan
Guillermo Rolando Mac Millan Soto (Valparaíso, 27 de octubre de 1940) es un urólogo chileno jubilado que trabajó en el Hospital Carlos van Buren de Valparaíso. Llevó a cabo varias cirugías de reasignación de sexo en cientos de pacientes a lo largo de su carrera.

## Biografía
Mac Millan estudió en la Universidad de Chile, donde participó en trasplantes de corazón dirigidos por Jorge Kaplán Meyer. Comenzó a ejercer como urólogo en 1966.
En 1976, cuando Mac Millan tenía 36 años, una mujer a la que había operado de cáncer de riñón le preguntó si podía ayudar a su hija, que era una mujer trans. Utilizando una modificación de una técnica existente, Mac Millan realizó una cirugía de reasignación de sexo a la paciente. Cuando pasó un año, había realizado diez de esas cirugías, todas gratis. Inicialmente enfrentó críticas de sus colegas, quienes le dijeron que lo que estaba haciendo era antinatural o inmoral. Posteriormente se convirtió en el jefe del departamento de urología del Hospital Van Buren.
Entre 1976 y 2019, Mac Millan realizó 448 cirugías de reasignación de sexo a unos 700 pacientes. Tuvo muchos pacientes de Argentina, donde la genitoplastia se consideró una vez una mutilación punible con prisión incluida Mariela Muñoz.

### Jubilación
Mac Millan se retiró en 2019 a la edad de 78 años. Al momento de su retiro, nadie en el área estaba calificado para reemplazarlo. Su relevo previsto, Melissa Cifuentes, todavía estaba estudiando la especialización y se esperaba que comenzara a trabajar en septiembre de 2020. El Hospital Van Buren suspendió las genitoplastias hasta esa fecha. El capítulo local del Movimiento de Integración y Liberación Homosexual (Movilh) elogió el trabajo de Mac Millan y pidió al Ministerio de Salud de Chile que capacite a más profesionales en genitoplastia.